# James Young (chimico)
James Young (Glasgow, 13 luglio 1811 – Wemyss Bay, 13 maggio 1883) è stato un chimico scozzese, noto soprattutto per il suo metodo per distillare la paraffina dal carbone e dagli scisti bituminosi.

## Biografia
James Young nacque nell'area di Drygate a Glasgow, figlio di John Young, un falegname e stipettaio. Divenne apprendista di suo padre in giovane età, e si educò alla scuola notturna, frequentando lezioni serali presso il vicino Anderson's College (ora Università di Strathclyde) dall'età di 19 anni. All'Anderson's College incontrò Thomas Graham, che era appena stato nominato docente a contratto di chimica e nel 1831 fu nominato suo assistente e occasionalmente svolse alcune delle sue lezioni. Mentre era all'Anderson's College incontrò e strinse amicizia anche con il famoso esploratore David Livingstone; questa relazione doveva continuare fino alla morte di Livingstone in Africa molti anni più tardi.
Il 21 agosto 1838 sposò Mary Young della parrocchia centrale di Paisley, poi nel 1839 si trasferirono nel Lancashire.

## Carriera
Nel suo primo studio scientifico, datato 4 giugno 1837, Young descrisse una modificazione di una cella galvanica inventata da Michael Faraday. In seguito quello stesso anno si trasferì con Graham allo University College (Londra) dove lo aiutò con il lavoro sperimentale.

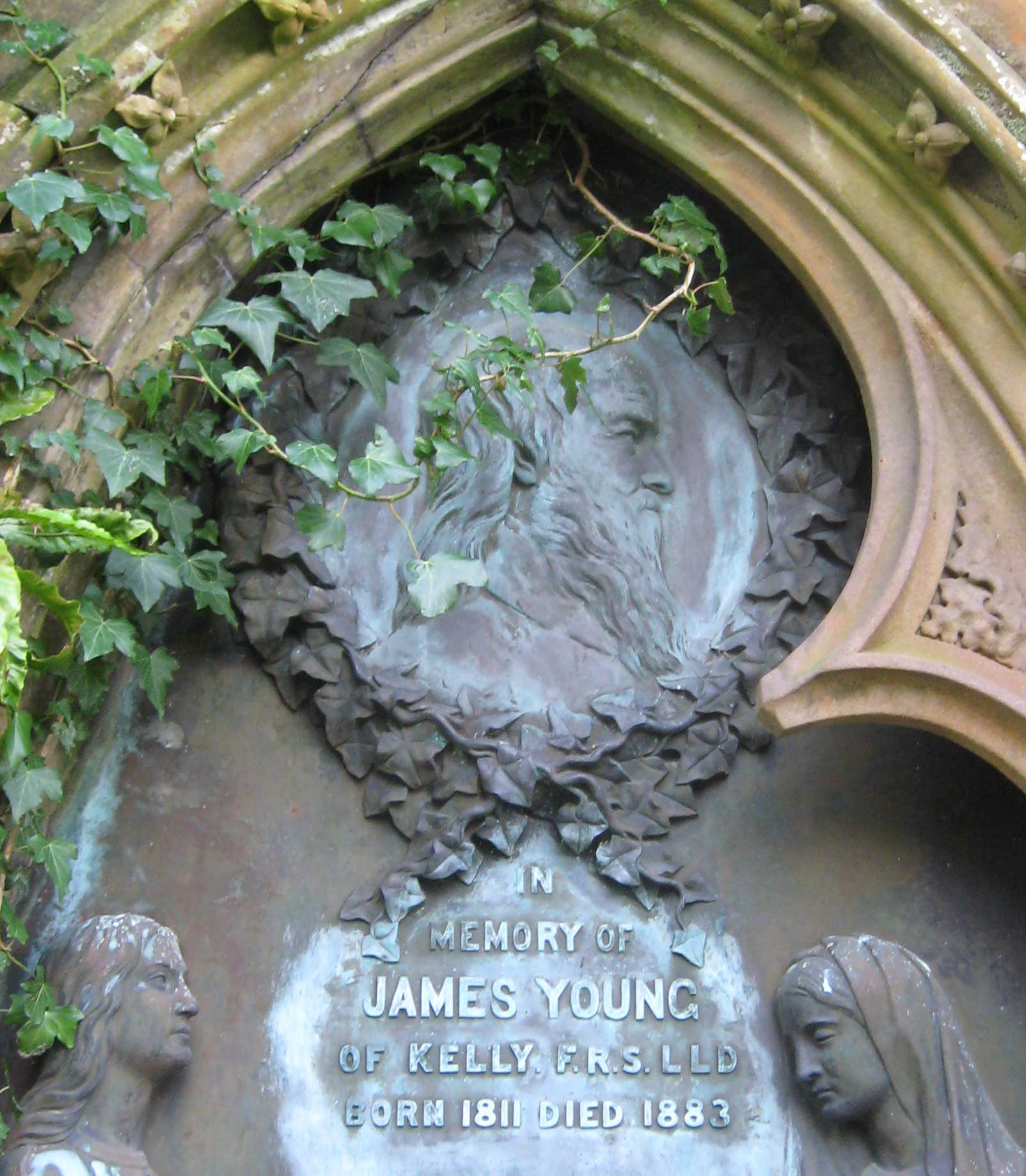
Busto con ritratto di James Young, sulla sua lapide nel cimitero di Inverkip.

### Sostanze chimiche
Nel 1839 Young fu nominato direttore degli impianti chimici di James Muspratt a Newton-le-Willows, vicino a St Helens (Merseyside), e nel 1844 della Tennants, Clow & Co. presso Manchester, per la quale mise a punto un metodo per fabbricare lo stannato di sodio direttamente dalla cassiterite.

### Ruggine della patate
Nel 1845 fece parte di un comitato della Società letteraria e filosofica di Manchester per l'indagine sulla ruggine delle patate, e suggerì di immergere le patate in acido solforico diluito come mezzo per combattere la malattia; non fu eletto membro della Società fino al 19 ottobre 1847. Trovando il giornale Manchester Guardian insufficientemente libero, cominciò anche un movimento per la fondazione del giornale Manchester Examiner, che fu pubblicato per la prima volta nel 1846.

## Oli
Nel 1847 l'attenzione di Young fu richiamata da un trasudamento naturale di petrolio presso le miniere di carbone di Riddings presso Alfreton, nel Derbyshire, dal quale egli distillò un olio leggero e sottile adatto all'uso come olio per lampade, ottenendo allo stesso tempo un olio più denso adatto a lubrificare i macchinari.
Nel 1848 Young lasciò la Tennants', e in società con il suo amico e assistente Edward Meldrum, fondò una piccola impresa per la raffinazione del petrolio greggio. I nuovi oli ebbero successo, ma la fornitura di olio dalla miniera di carbone cominciò presto a mancare (alla fine esaurendosi nel 1851). Young, notando che l'olio stava gocciolando dal tetto di arenaria della miniera di carbone, teorizzò che esso in qualche modo originasse dall'azione del calore sul giacimento di carbone e da questo pensò che esso potesse essere prodotto artificialmente.
Dando seguito a questa idea, tentò molti esperimenti e alla fine riuscì a produrre, distillando carbon fossile bituminoso a basso calore, un fluido che assomigliava al petrolio, che quando fu trattato nello stesso modo dell'olio del trasudo diede prodotti simili. Young trovò che mediante distillazione lenta poteva ottenere da esso numerosi, liquidi utili, uno dei quali chiamò "olio di paraffina" perché alle basse temperature congelava in una sostanza che assomigliava alla paraffina.

## Brevetti
La produzione di questi oli e di paraffina solida dal carbone formò l'oggettò del suo brevetto datato 17 ottobre 1850. Nel 1850 la Young & Meldrum ed Edward William Binney entrarono in società sotto il titolo di E.W. Binney & Co. a Bathgate nel Lothian Occidentale e di E. Meldrum & Co. a Glasgow; i loro impianti a Bathgate furono completati nel 1851 e divennero il primo impianto di oli veramente commerciale al mondo, usando l'olio estratto dalla torbanite, dalla lamosite e dal carbone bituminoso delle miniere locali per fabbricare nafta e oli lubrificanti; la paraffina per uso combustibile e la paraffina solida non furono venduti fino al 1856.
Nel 1852 Young lasciò Manchester per vivere in Scozia e quello stesso anno prese un brevetto statunitense per la produzione di olio di paraffina mediante distillazione del carbone. Sia il brevetto statunitense che britannico furono successivamente dichiarati legittimi in entrambi i paesi in una serie di azioni legali, e gli altri produttori furono obbligati a pagargli i diritti di licenza.

## Young's Paraffin Light and Mineral Oil Company

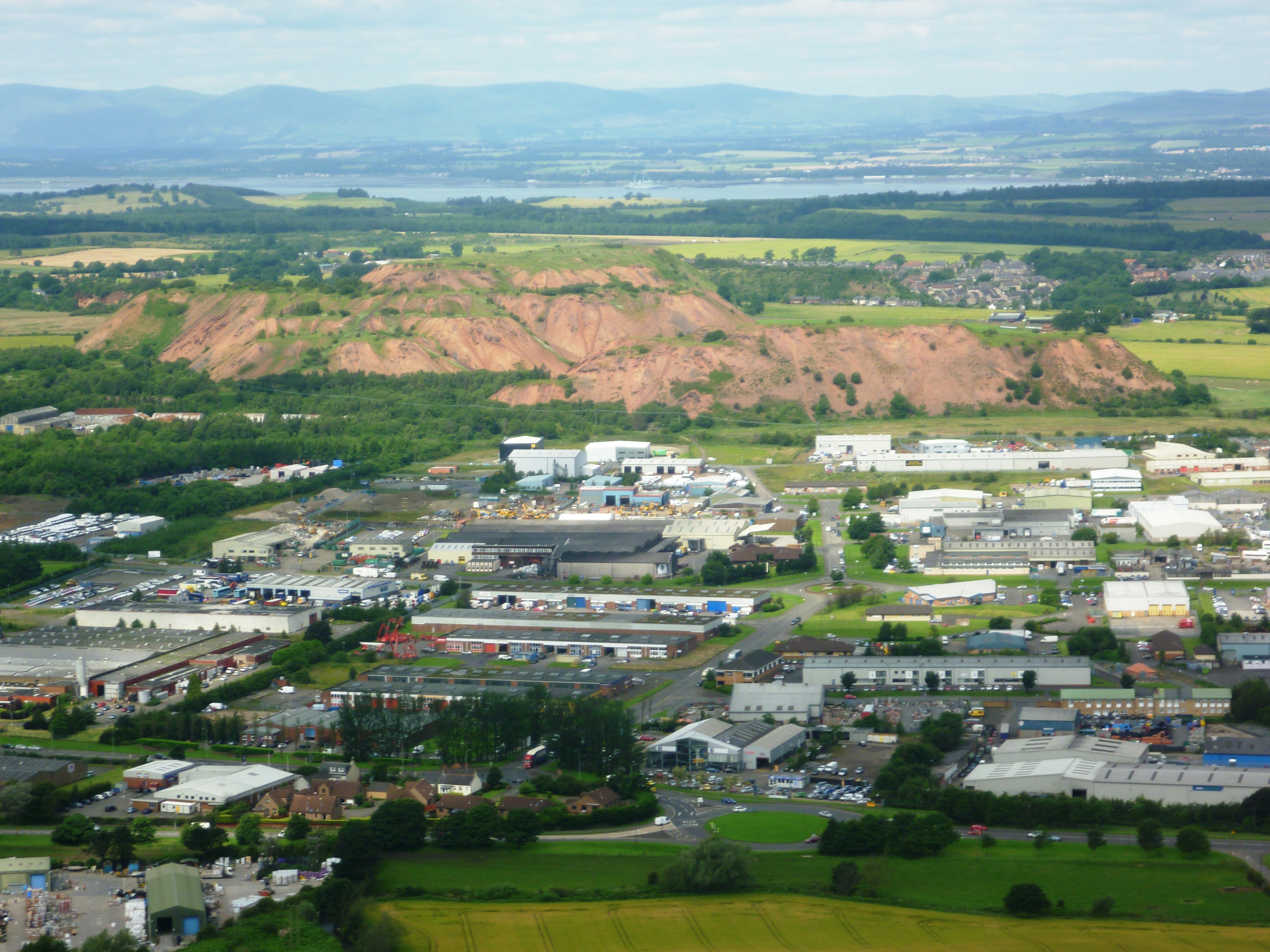
Discariche di scisto vicino a Broxburn, 3 su un totale di 19 nel Lothian Occidentale.

Nel 1865 Young rilevò le quote dei suoi soci in affari e costruì un secondo e più grande impianto ad Addiewell, vicino a West Calder, e nel 1866 vendette l'impresa alla Young's Paraffin Light and Mineral Oil Company. Sebbene Young rimanesse nella società, non prese alcuna parte attiva in essa, ritirandosi invece dagli affari per dedicarsi ad amministrare le proprietà immobiliari che aveva acquistato, alla navigazione da diporto, ai viaggi e a passatempi scientifici. La società continuò a crescere e ad espandere le sue attività, vendendo olio di paraffina e lampade a paraffina in tutto il mondo e facendo guadagnare al suo fondatore l'affettuoso nomignolo "Paraffina" Young. Altre società lavoravano sotto licenza della ditta di Young, e la produzione di paraffina si diffuse nel sud della Scozia.
Quando le riserve di torbanite alla fine si esaurirono, la società passò a sperimentare per prima lo sfruttamento dei depositi di scisti bituminosi (lamosite) del Lothian Occidentale, anche se non così ricchi di olio come il carbon fossile bituminoso e la torbanite. Nel 1862 gli impianti di distillazione cominciarono la produzione e verso il 1900 quasi 2 milioni di tonnellate di scisto venivano estratte annualmente, occupando 4.000 uomini.

## Altri lavori
- Young fece significative scoperte nella protezione contro la ruggine delle navi nel 1872, che furono in seguito adottate dalla Royal Navy. Notando che l'acqua di sentina era acida, suggerì che la calce viva potesse essere usata per impedirle di corrodere le navi di ferro.[3]
- Young lavorò con il professor George Forbes riguardo alla velocità della luce intorno al 1880, usando una versione migliorata del metodo di Hippolyte Fizeau.[4]

## Onorificenze
- Nel 1847 Young fu eletto nella Società letteraria e filosofica di Manchester.
- Nel 1861 fu eletto Membro della Royal Society di Edimburgo.
- Nel 1868–1877 fu Presidente dell'Anderson's College e fondò la Cattedra Young di chimica tecnica presso il College.
- Nel 1873 Young fu eletto Membro della Royal Society.
- Nel 1879 ricevette un dottorato onorario in lettere (LI.D) dell'Università di St. Andrews.
- Nel 1879–1881 fu Vicepresidente della Chemical Society.

## Ritiro e morte

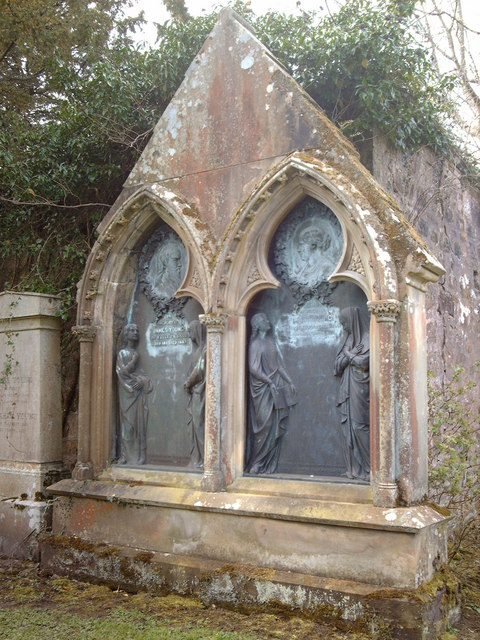
Il memoriale a James Young e sua moglie Mary è situato nel vecchio cimitero di Inverkip, all'estremità nord del mausoleo dei baronetti di Shaw-Stewart.

Dopo la morte della moglie, verso il 1871 Young si era trasferito con i figli a Kelly House, vicino a Wemyss Bay nel quartiere di Inverkip. I registri del censimento del 1881 mostrano che viveva con suo figlio e sua figlia in questa residenza. Young morì nella sua casa nel 1883, alla presenza di suo figlio James. Fu sepolto nel cimitero di Inverkip.

## Retaggio
- Le statue del suo vecchio professore, Thomas Graham, e del suo compagno di studi e amico di una vita, David Livingstone, che sorgono rispettivamente in George Square, Glasgow, e nella cattedrale di Glasgow, furono erette da lui.
- Dal 1855 James "Paraffina" Young visse a Limefield House, Polbeth. Un albero di sicomoro che Livingstone piantò nel 1864 fiorisce ancora nei terreni di Limefield House. Vi si può vedere anche una versione in miniatura delle "Cascate Vittoria", che il missionario scoprì nella metà del XIX secolo. Fu costruita, come tributo a Livingstone, da Young sul piccolo torrente che scorre attraverso la residenza.
- Young ebbe un'amicizia per tutta la vita con David Livingstone, che aveva incontrato all'Anderson's College. Egli donò generosamente per le spese delle spedizioni africane di Livingstone, e contribuì a una spedizione di ricerca, che si rivelò però troppo tardiva per trovare Livingstone vivo. Egli fece anche riportare in Inghilterra i servitori di Livingstone, e offrì a Glasgow una statua in sua memoria, che fu eretta in George Square.
- La James Young High School di Livingston, la filiale di Bathgate della catena di pub Wetherspoons e le Sale James Young all'Università di Strathclyde prendono tutte nome da lui.
- Nel 2011 fu uno dei sette inserimenti inaugurali nella Scottish Engineering Hall of Fame.[5]